# 橫向捲軸遊戲

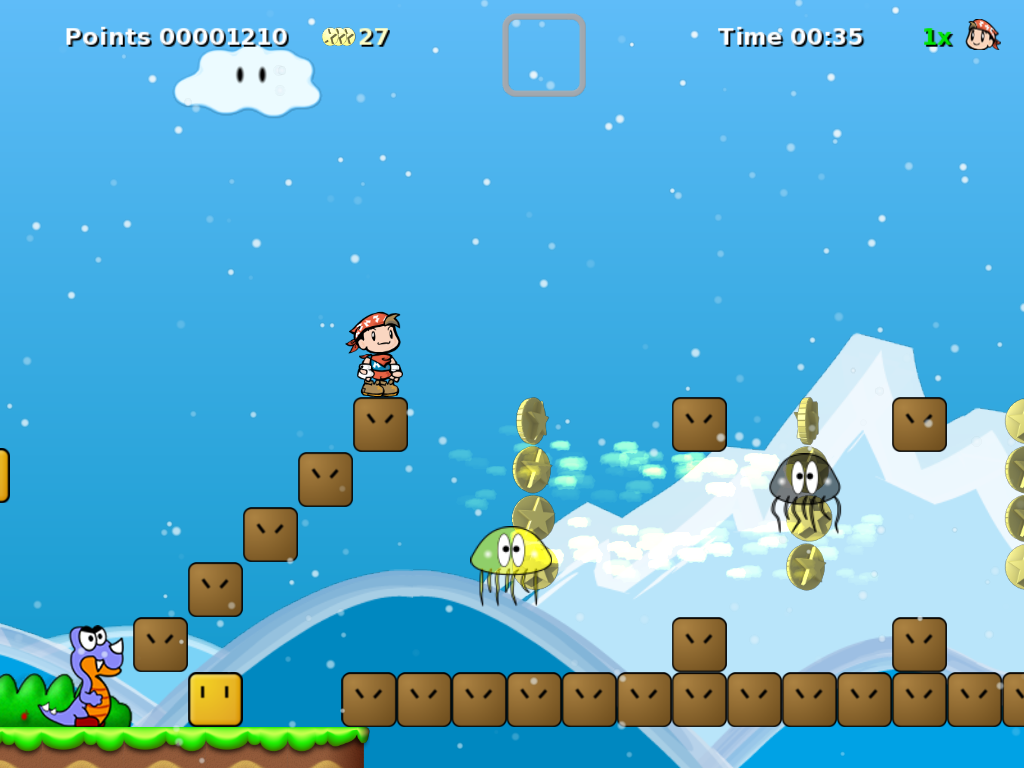
一款横向卷轴游戏 - 神秘Maryo历代记

橫向捲軸遊戲，亦被稱為橫版闖關遊戲。特色是遊戲中角色通常由左方往右方移動，鏡頭（即玩家看到的螢幕畫面）對著角色側面，跟隨著角色右移，右方陸續出現各種物品或角色。角色透過飛行與跳躍等也可以有限度地往上、下方向行動，但是只能微小程度或者完全不能靠近與遠離鏡頭。例如《超級瑪利歐》裡的主角不斷往右方移動，利用跳躍或滑翔等方式通過障礙物，不斷前進。在進入3D時代之前，動作遊戲通常為此類。著名的橫向捲軸遊戲還有《洛克人》、《魔界村》、《音速小子》等。